# Gérard Berry

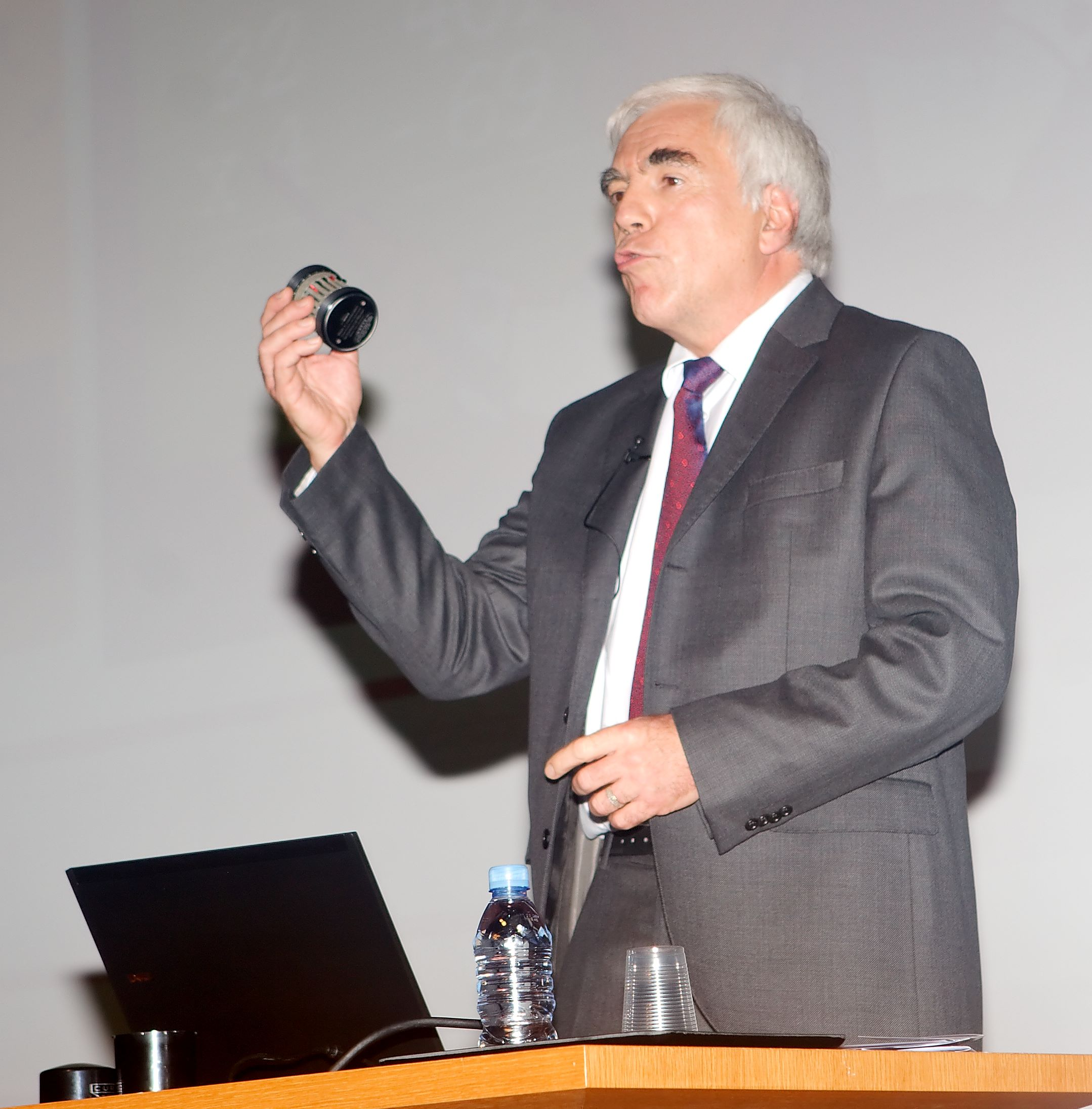
Gérard Berry (2011)

Gérard Berry (* 25. Dezember 1948) ist ein französischer Informatiker und Professor am Collège de France.
Berry studierte ab 1967 an der École polytechnique und ab 1970 an der École des Mines in Paris. Ab 1977 war er an der Zweigstelle der École des Mines in Sophia Antipolis. 1976  wurde er an der Universität Paris VII in Informatik promoviert (Thèse de 3eme cycle: Calculs Ascendants des Programmes Récursifs) und 1979 habilitiert (Thèse de Doctorat: Modèles complètement adéquats et stables des lambda-calculs typés).
Er befasst sich mit Programmiersprachen, dem Lambda-Kalkül, Programmverifikation, Echtzeit- und Parallel-Programmiersprachen und Sprachen zum Entwurf logischer Schaltkreise. In den 1970er Jahren war er einer der ursprünglichen Entwickler der Echtzeit-Programmiersprache Esterel, die er ab 2000 als Chef-Wissenschaftler der Firma Esterel Technologies entwickelte. Er war bis 2009 Chefwissenschaftler bei Esterel. Ab 2008 lehrte er auch am College de France, zunächst auf dem Technology Innovation Chair Liliane Bettencourt, dort war er 2009 bis 2010 und ab 2012 Professor. Dazwischen war er Forschungsdirektor für die INRIA in Sophia Antipolis.
Das Berry-Sethi-Verfahren ist nach ihm und Ravi Sethi benannt.
Er ist Mitglied der Academia Europaea (1993), der Académie des sciences (2002) und der Académie des technologies (2005). 2014 erhielt er die Médaille d’or du CNRS. Er ist Ritter des Ordre des palmes académiques, ab 2008 des Ordre du mérite und ab 2012 der Ehrenlegion.
Er gehört zu den Pataphysikern.

## Schriften
- L'informatique du temps et des événements. Fayard, Paris 2013.
- Penser, modéliser et maîtriser le calcul informatique. Fayard, Paris 2008.
- Pourquoi et comment le monde devient numérique ? Fayard, Paris 2008.